# مدیر ارشد بازرگانی
مدیر ارشد بازرگانی(CCO) (به انگلیسی: Chief commercial officer) که مدیر ارشد کسب وکار نیز عنوان می‌شود، سِمَتی در سطح اجرایی است که مسئولیت تدوین راهبرد کسب وکار و برنامه‌ریزی، سازماندهی، نظارت و هدایت امور بازرگانی سازمان همسو با سیاست گذاری‌ها و اهداف خرد و کلان، بر عهده دارد. 
مدیر ارشد بازرگانی تحت نظارت مدیر عامل، فعالیتهای بازرگانی سازمان از قبیل: شناسایی فرصتهای کسب‌وکار، تدوین راهبردهای تجاری، تحلیل وضعیت بازار و بازاریابی، مدیریت برند و تبلیغات ،توسعه محصول جدید، آنالیز محصولات رقبا ،مدیریت فروش، مدیریت زنجیره تأمین و تدارکات، ارزیابی تأمین کنندگان، امور ترابری و انبارداری، عرضه و توزیع محصولات، ارتباطات تجاری، مذاکرات و مکاتبات، عقد قراردادها ومعاملات، امور پولی و بانکی و اعتبارات، صادرات و واردات، مدیریت ارتباط با مشتری و غیره را در راستای اهداف سازمانی، راهبری و مدیریت می‌نماید تا موفقیت تجاری سازمان کسب شود. 

## وظایف و مسئولیت‌ها
- دریافت برنامه و دستور کار از مافوق و اجرای آنها.
- تهیه و تنظیم آیین‌نامه‌های قراردادها و موافقتنامه‌ها با هماهنگی مدیر مافوق
- بکارگیری یک نظام مناسب جهت جمع‌آوری اطلاعات از بازار، شناخت رقبا و ظرفیت‌های بالفعل و بالقوه.
- برنامه‌ریزی در جهت سیاست‌ها و اهداف شرکت متناسب با اطلاعات حاصله از بازار.
- کنترل و تأیید قراردادها و مستندات واحد بازرگانی و انجام هماهنگی‌های لازم با مافوق سازمانی.
- برقراری ارتباط و تماس‌ها با سایر مدیران و همچنین افراد تحت سرپرستی مطابق با چارت سازمانی در راستا و همسویی با فعالیت‌های شرکت.
- شناسایی و ارزیابی و انتخاب پیمانکاران فرعی طبق ضوابط و اصول مشخص و مدون شرکت.
- رعایت اصول و همچنین بازنگری و تنظیم قراردادهای تأمین کنندگان در جهت ارتقاء سطح کیفی کالاهای خریداری شده.
- نظارت مستمر بر چگونگی اجرای کنترل‌های اعمال شده در مورد پیمانکاران فرعی.
- بررسی مسائل مربوط به قیمت‌گذاری مناسب با هماهنگی مافوق و انجام مراحل فروش و نحوه اجرای مطلوب آنها.
- برنامه‌ریزی در راستای بازاریابی مؤثر و ارائه یک برنامه منسجم در جهت بهبود فروش.
- تهیه، کنترل و نظارت بر ثبت سفارش، گشایش اعتبار و پیگیری و انجام امور مربوط به گمرک.
- پیگیری امور مربوط به بازرگانی و مراجعه به وزارت بازرگانی و سایر سازمان‌های مربوط.
- انجام مکاتبات، پیگیری با منابع و طرف‌های داخلی و خارجی مرتبط با امور محوله واحد با هماهنگی و اخذ مجوز از مافوق.
- تهیه و گزارش دوره ای از فعالیت‌های انجمن بازرگانی و ارائه آن‌ها به مافوق سازمانی.
- انجام همکاری‌های لازم در تهیه طرح کیفیت پیمانکاران با واحدهای مهندسی محصول و کنترل کیفیت.
- انجام همکاری لازم در زمینه طرح‌ریزی کیفیت محصول APQP با مدیریت مهندسی و تحقیقات.
- بررسی قیمت تمام شده محصولات در دوره‌های مشخص شده به کمک امور مالی.
- نظارت به تهیه آنالیز قیمت قطعات و تحلیل وضعیت بازار در خصوص محصولات تأمین کنندگان.
- نظارت بر حسن اجرای رویه‌ها، دستورالعمل‌ها و سایر فرمتهای مربوط در واحد و ارائه پیشنهادها لازم جهت بهبود آنها.
- تهیه گزارش‌های تحلیلی و ارائه آن به واحد تضمین کیفیت.